# Сезан
 Тази статия е за селото във Франция.  За френския художник вижте Пол Сезан.  
Сеза̀н (на френски: Cézens) е село в южна Франция, част от департамента Кантал в регион Оверн-Рона-Алпи. Населението му е около 214 души (2020).
Разположено е на 1116 метра надморска височина в Централния масив, на 19 километра западно от Сен Флур и на 34 километра източно от Орияк. Селището съществува от Средновековието и е запазена църквата му от XV век.

## Известни личности
Починали в Сезан
- Жеро д'Орияк (855 – 909), благородник (?)